# Фаланга (військова справа)

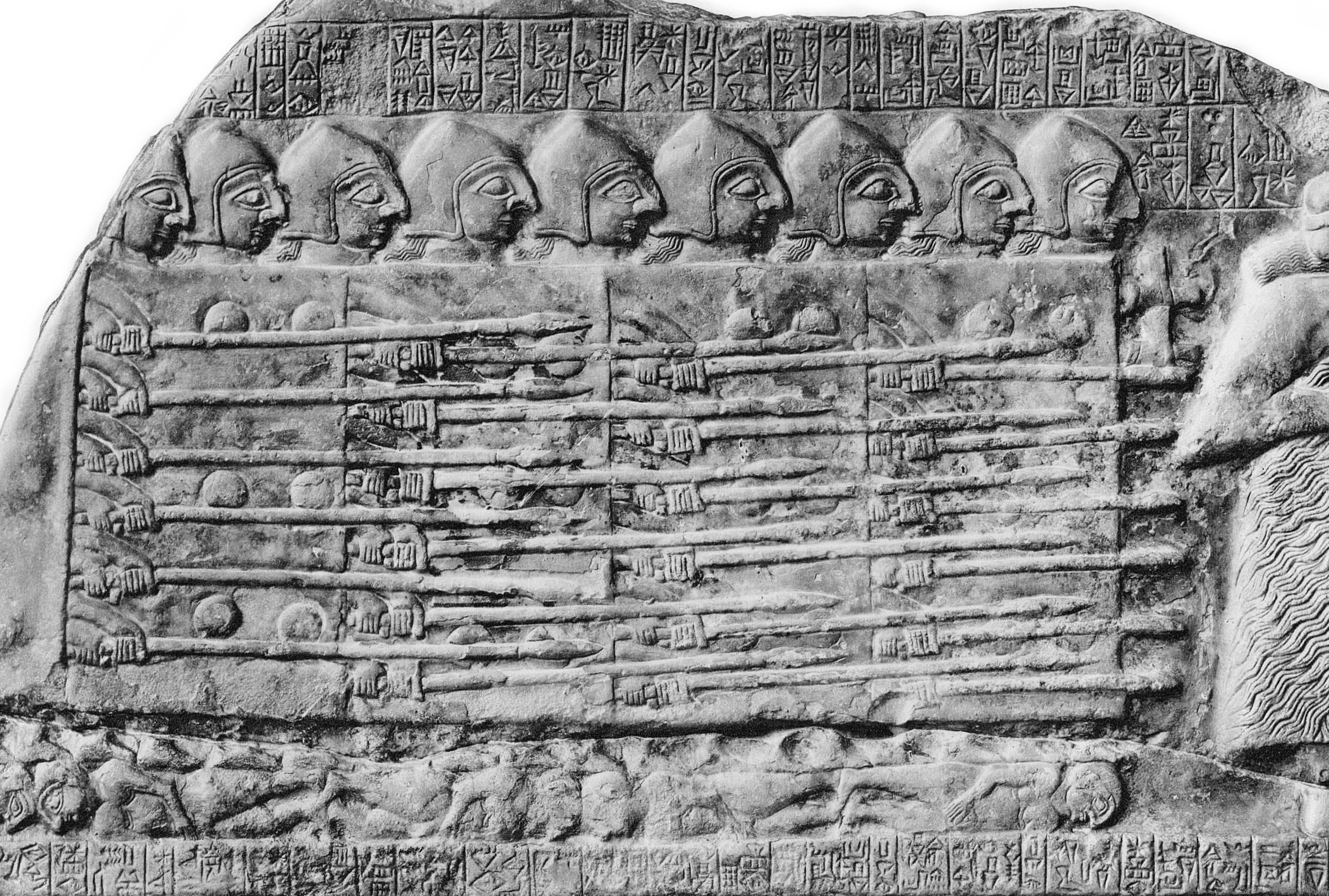
Шумерська фалангоподібна формація. Фрагмент Стели шулік, 2460-і рр. до н. е. Сцена перемоги лугаля Лагашу Еанатума над Уммою.

Фаланга (дав.-гр. φάλαγξ) — тісно зімкнутий лінійний стрій піхоти для бою. Існувала в античні часи у Стародавній Греції, Македонії і Римі. Мала 8—16 рядів (рідше до 25), по фронту займала до 500 м (при ряді в 1000 воїнів).

## Грецька фаланга

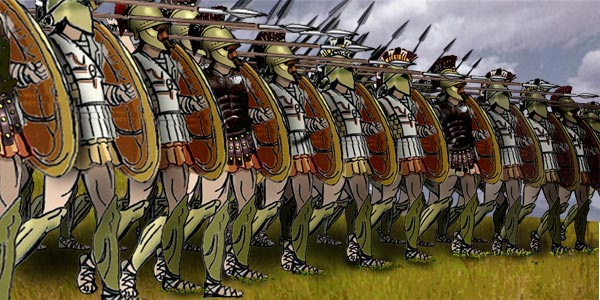
Грецька фаланга.

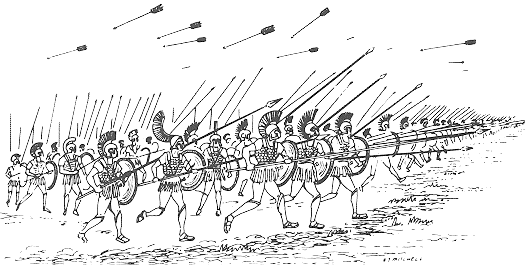
Грецька фаланга у строю або маневруванні. Спартанська бойова техніка.

Фаланга у Стародавній Греції була відома ще під час Троянської війни, на поч. ХІІ ст. до н. е. Опис фаланги в значенні щільно зімкнутої оборонної лінії зустрічається в «Іліаді» Гомера .
Остаточно оформилася в VI ст. до н. е. Складалася з важкоозброєної грецької піхоти — гоплітів. Фаланга як форма лінійного бойового строю зустрічається в усіх давньогрецьких державах до пізнього часу; її основними ознаками служили щільна будова рядів і довгі списи гоплітів — дорі.

## Македонська фаланга

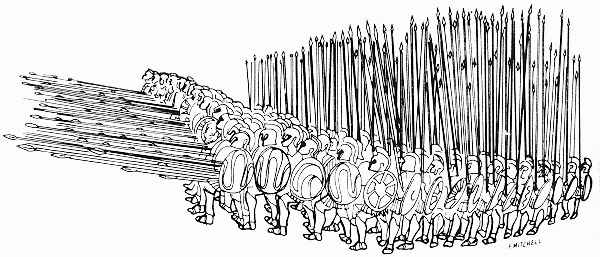
Македонська фаланга

Давньогрецький піхотний стрій був вдосконалений Філіпом ІІ Македонським. Він переозброїв гоплітів на сарисофорів, з сарисами — довгими списами, що замінили давньогрецькі дорі, включив до фаланги легку грецьку піхоту — пелтастів та важку македонську кавалерію — гетайрів. Велика македонська фаланга налічувала 16 384 сарисофорів, 8 192 пелтастів і 4 096 гетайрів.
Були встановлені підрозділи фаланги, основні з яких:
- лохос (1 ряд з 16 сарисофорів),
- синтагма (16 лохосів),
- мала фаланга (16 синтагм).

Комбінації різних підрозділів фаланги дозволяли робити певний маневр. Бойовий стрій міг також бути різним — квадрат, уступ, кліщі. Основа дії фаланги — фронтальна атака сарисофорів. Тактично фаланга діяла як єдине ціле, володіла значною силою фронтального удару. Однак вона була непорушною, її ряди швидко розстроювались при русі.

## Римська фаланга
Існувала фаланга й у Стародавньому Римі в часи ранньої Римської республіки, до введення маніпулярного строю при Марку Фурію Каміллі наприкінці 4 століття до н. е. Застосування фаланги відновилося у пізній Римській імперії у війнах з варварами.